# جوزيف مكمونيغل
جوزيف مكمونيغل (بالإنجليزية: Joseph McMoneagle)‏ (من مواليد 10 يناير 1946، ميامي، فلوريدا)، هو ضابط صف متقاعد للقوات البرية للولايات المتحدة وكبير ضباط الصف. شارك في عمليات «الرؤية عن بعد» والتجارب التي أجرتها المخابرات الأمريكية للجيش ومعهد ستانفورد للأبحاث. كان من بين أول الموظفين المعينين في البرنامج المصنف، المعروف الآن باسم مشروع ستارغيت (1978-1995). إلى جانب زميله إينغو سوان. اشتُهر مكمونيغل بالادعاءات المتعلقة بالتحقيق في «الرؤية عن بُعد» واستخدام القدرات الخارقة لجمع المعلومات العسكرية. تشمل اهتماماته أيضًا تجارب الاقتراب من الموت والسفر خارج الجسم والأجسام الطائرة المجهولة الهوية.

## سيرته الشخصية

### سنوات النشأة
يصف مكمونيغل ذكريات مميزة لأولى مراحل طفولته. نشأ في محيط يتسم بإدمان الكحول وسوء المعاملة والعنف والفقر، وعند خوفه بعد حلول الليل، كانت تأتيه رؤى كثيرة. بدأ في سن المراهقة بصقل قدراته النفسية وثقته بنفسه من أجل حماية نفسه عند السفر مع السيارات بالمجان. جُند في الجيش عند بلوغه سن 18، عام 1964، للابتعاد عن الاضطرابات العائلية. أصبح مكمونيغل وسيطًا روحانيًا أثناء الخدمة في المخابرات العسكرية الأمريكية.

### مهنته العسكرية
في مسيرته العسكرية المبكرة، كان مكمونيغل بمثابة ضابط صف وتقاعد بعد 20 عامًا في منصب كبير ضباط الصف. أُصيب بجروح خطيرة في حادث مروحية في فيتنام. شارك في عمل استخباراتي لمدة 15 عامًا. منذ عام 1978، عُرف باسم «الوسيط الروحاني الأول» في مشروع ستارغيت؛ وحدة الاستخبارات النفسية التابعة للجيش الأمريكي في فورت ميد ميريلاند.

### ما بعد التقاعد
أُنهي في عام 1995 تمويل مشروع ستارغيت وأوقف تشغيل الوحدة بعد أن تبين رسميًا أنه «لم تُحقق فائدة ملموسة من الشروع».
أصبح مكمونيغل متحدثًا في معهد مونرو، إذ أُرسل مسبقًا كجزء من تدريبه على الرؤية عن بعد. أدار مكمونيغل بعد ذلك شركة تجارية متنقلة تهدف للانخراط في عالم الشركات، تدعى «تطبيقات الذكاء البديهية» تضمنت خدماته «إمكانيته في مساعدة المنقبين العثور على بئر نفطية أو تعريف أحد عمال المحاجر بمكان التعدين».

## وجهات النظر والتأكيدات
وفقًا لمكمونيغل، فإن الرؤية عن بُعد ممكنة ودقيقة خارج حدود الوقت. يعتقد مكمونيغل أنه استطاع النظر عن بعد إلى الماضي والحاضر والمستقبل وتوقع الأحداث المستقبلية. ومن بين الموضوعات التي يزعم أنه نظر إليها عن بعد: المنشآت النووية الصينية، وأزمة الرهائن الإيرانية، واللواء الأحمر، ومعمّر القذافي. كتب أنه تنبأ بموقع ووجود الغواصة السوفيتية «تيفون» في عام 1979، وفي منتصف يناير 1980، أكدت صور الأقمار الصناعية هذه التنبؤات. يقول مكمونيغل إن البرنامج العسكري للرؤية عن بعد قد انتهى جزئيًا بسبب وصمة العار التي تلحق هذا المجال: «أراد الجميع استخدامه، لكن لا أحد أراد أن يُقبض عليه ميتًا بسببه. هناك عامل سخرية تلقائي. «أوه، نعم، وسطاء روحانيون». أي شخص يرتبط اسمه بهذا المشروع يمكنه توديع مهنته بسهولة». يعد تشارلز تارت واحدًا من مؤيدي ادعاءاته.
وفقًا لما قاله المؤلف بول هـ.سميث، توقع ماكمونجيل «عدة أشهر» في المستقبل، وتقدم حسابات مكمونيغل الخاصة ادعاءات مختلفة عن دقة مشاهدته عن بعد، والتي تتراوح بين 5% إلى 95% إلى ما بين 65% و75%. يدعي مكمونيغل أن المشاهدة عن بعد ليست دائمًا بتلك الدقة، لكنها كانت قادرة على تحديد موقع الرهائن والطائرات التي أسقطها العدو. يقول أحد الوسطاء الروحانيين الآخرون، «ثمانية وتسعون بالمئة من الناس هم مجانين». تضمنت تنبؤات مكمونيغل المستقبلية إقرار مشروع قانون «حق المراهقين في العمل»، وإقرار ديانة جديدة دون التركيز على المسيحية، وعلم الروح، ولقاح للإيدز، وحركة للقضاء على التلفزيون، و«جنون استعمال الوشم المؤقت» ليحل محل ارتداء الملابس، والتي كان من المفترض أن تتم جميعها بين عامي 2002 و2006. وذكر أنه عمل مع دين رادين في مختبر أبحاث الوعي، جامعة نيفادا، لاس فيجاس للبحث عن أفكار قابلة للحماية من خلال الرؤية عن بعد من أجل «آلة مستقبلية» صُممت من قبل رادين. يقول مكمونيغل أيضًا إنه عمل على حالات الأشخاص المفقودين في واشنطن وسان فرانسيسكو ونيويورك وشيكاغو، بالإضافة إلى استخدام الرؤية عن بعد كآلة زمنية لإجراء ملاحظات مختلفة مثل أصل الجنس البشري. ووفقًا لماكمونيجل، فإن أصل البشر مخلوقات تشبه ثعالب البحر إلى حد ما بدلًا من فصائل الرئيسيات، وأُنشئت في مختبر من قبل صانعين «زرعوا» الأرض ثم غادروا.

## المظاهر الإعلامية
ظهر مكمونيغل في حلقة «العلوم العارية» على قناة ناشيونال جيوغرافيك مع عالِم التخاطر إدوين سي. ماي الذي اختبر قدرة مكمونيغل على «الرؤية عن بعد» في ستة مواقع في منطقة خليج سان فرانسيسكو، مع نتائج مختلفة. في عام 1994، ظهر مكمونيغل على تلفزيون خاص بشبكة إيه بي سي بالبرنامج الخاص «تحت الاختبار»  وأيضًا مع أدوين ماي الذي قال إن «نحو 20% مما يفعله جو هو أقرب ما يكون إلى الخيال. لا يحب العلماء استخدام مصطلح «معجزة» في كثير من الأحيان، ولكن هذا أقرب ما يمكن لك أن تتخيله». وفقًا لما قاله دين رادين، «متوسط أفضل الوسطاء الروحانيين يقارب 3 من كل 10، تمامًا مثل أفضل ضاربي البيسبول. وفقًا لباحث الخوارق براين دونينج، «الشيء الوحيد الذي وجدته مثيرًا للإعجاب في عرض مكمونيغل، هو عملهم في التحرير والسرد لجعله يبدو كأنه عمل فني نفسي مدهش وخارق في التاريخ».استغرق العرض 15 دقيقة من الاختبارات وعدله ليصل إلى دقيقتين، تاركًا فقط ما شعر المنتجون بأنها أفضل المشاهد. بعد تصريحات مكمونيغل الغامضة حول الصوت المعدني، جسر المشاة، شيء طويل لا يمثل مبنى أو نهرًا أو ماءً جاريًا، شيئًا عليه شريط وخطوط عمودية.
دافع مكمونيغل في عام 1995 عن برنامج ستارغيت في مقابلته مع واشنطن بوست.
شارك مكمونيغل في كتابة حلقة من برنامج الخيال العلمي للعلوم النفسية منطقة الموت. في الحلقة، استُخدمت الرؤية عن بعد في البحث عن أسامة بن لادن. ألغت قناة يو إس إيه نيتوورك بث هذه الحلقة في البداية بسبب قلقهم بشأن الموضوع، لكنها بثت البرنامج بعد بضعة أشهر، بعد أن عادت السلسلة من توقف منتصف الموسم. بدأ مكمونيغل في عام 2002 بالحصول على تغطية منتظمة في برنامج تشونوريوكو سوسكان (المترجم: مكتب التحقيقات الفدرالي: الوسيط الروحاني المحقق) الذي يعرض في ساعة المشاهدة القصوى لتلفزيون نيبون، إذ أجرى خلاله مهارة الرؤية عن بعد في ما يتعلق بقضايا الشرطة التي لم تُحل بعد.
في الفيلم الوثائقي لجون رونسون «حكام العالم المجانين» عام 2004 (الحلقة 3، «الجندي الوسيط الروحاني المترجل »، القناة 4)، أُجريت مقابلة مع مكمونيغل ووصف بوضوح طريقته في السفر «خارج الجسم» إلى الصين الشيوعية لعرض آلية الرؤية عن بعد في مختبر الأسلحة النووية العسكرية.

## الكتب
- رحلة العقل: استكشاف الوعي والوقت والفضاء من خلال الرؤية عن بعد. شركة هامبتون رودز للنشر. عام 1993.
- آلة الزمن النهائي: تصور الوسيط الروحاني للوقت والتنبؤات بالألفية الجديدة. شارلوتسفيل، فيرجينيا: شركة هامبتون رودز للنشر. عام 1998.
- أسرار المشاهدة عن بعد: كتيب. شارلوتسفيل، فيرجينيا: شركة هامبتون رودز للنشر. 2000.
- سجلات ستارغيت: مذكرات وسيط روحاني جاسوس. شارلوتسفيل، فيرجينيا: شركة هامبتون رودز للنشر. 2002.